# Stenosturmia stricta
Stenosturmia stricta là một loài ruồi trong họ Tachinidae.